# Palazzo Rusca di Bioggio
Il Palazzo Rusca è situato a Bioggio sulla destra del torrente Riana.

## Storia e descrizione
Il palazzo apparteneva ai conti Rusca, signori di Lugano e Locarno nel '400. Venne costruito da Bernardo Rusca (1731-1793) su forme tarde neoclassiche, attorniato da un giardino recintato a cui si accede attraverso un portale sormontato da due leoni rampanti che recano gli stemmi gentilizi dei Rusca e dei Grugni.
Si tratta di un'elegante casa nobiliare con facciata simmetrica impostata su uno zoccolo a finto bugnato corrispondente al pianterreno.
All'interno uno scalone imponente porta al piano nobile caratterizzato da un corridoio coperto da un soffitto a fastose decorazioni pittoriche rococò.
È stato acquistato dal comune di Bioggio e riattato dall'architetto Renato Viglino per farne la sede del Municipio.
L'atrio ospita una stele etrusca mentre nel giardino è visibile un coperchio di sarcofago etrusco.

## Galleria d'immagini

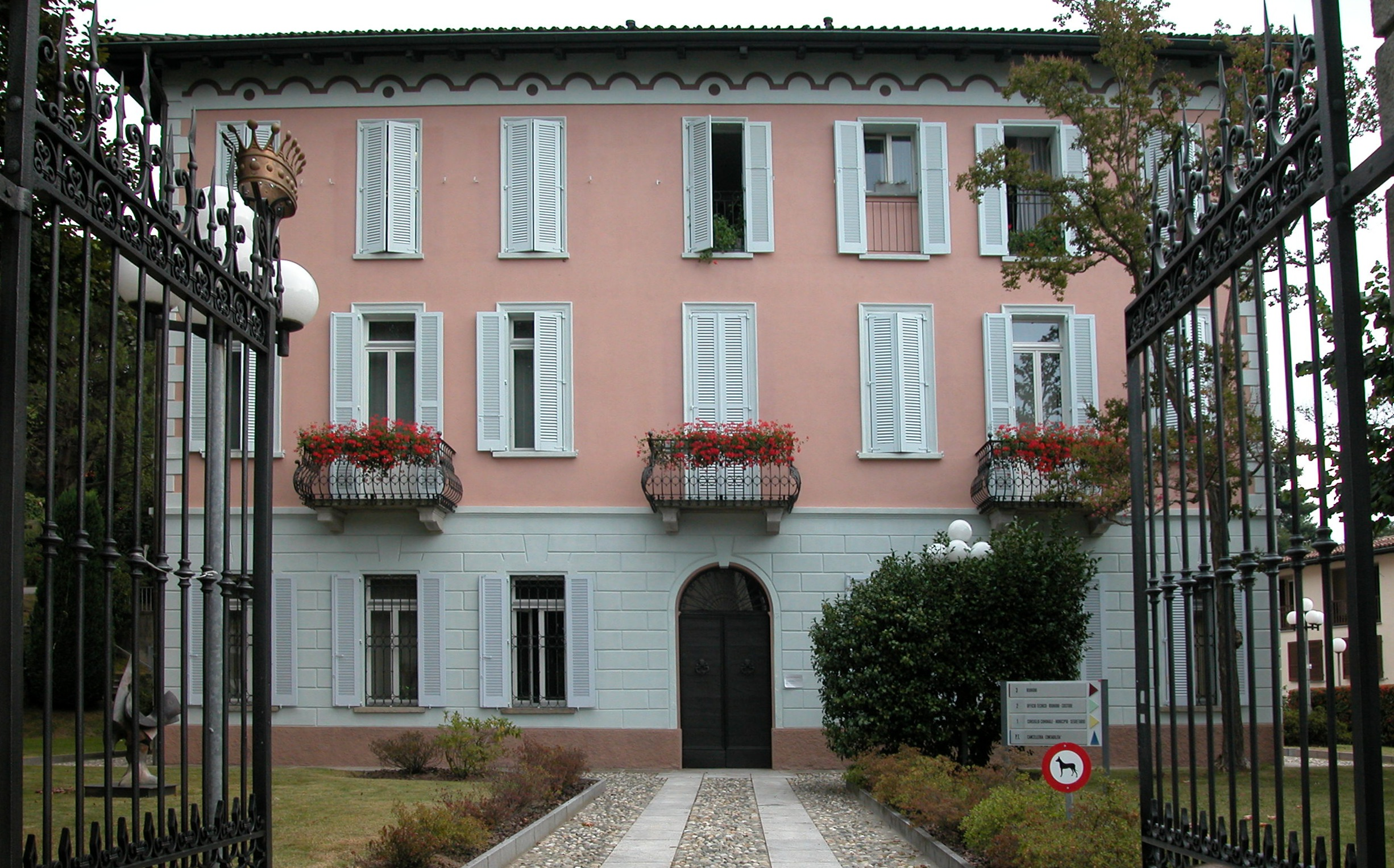
Villa Rusca
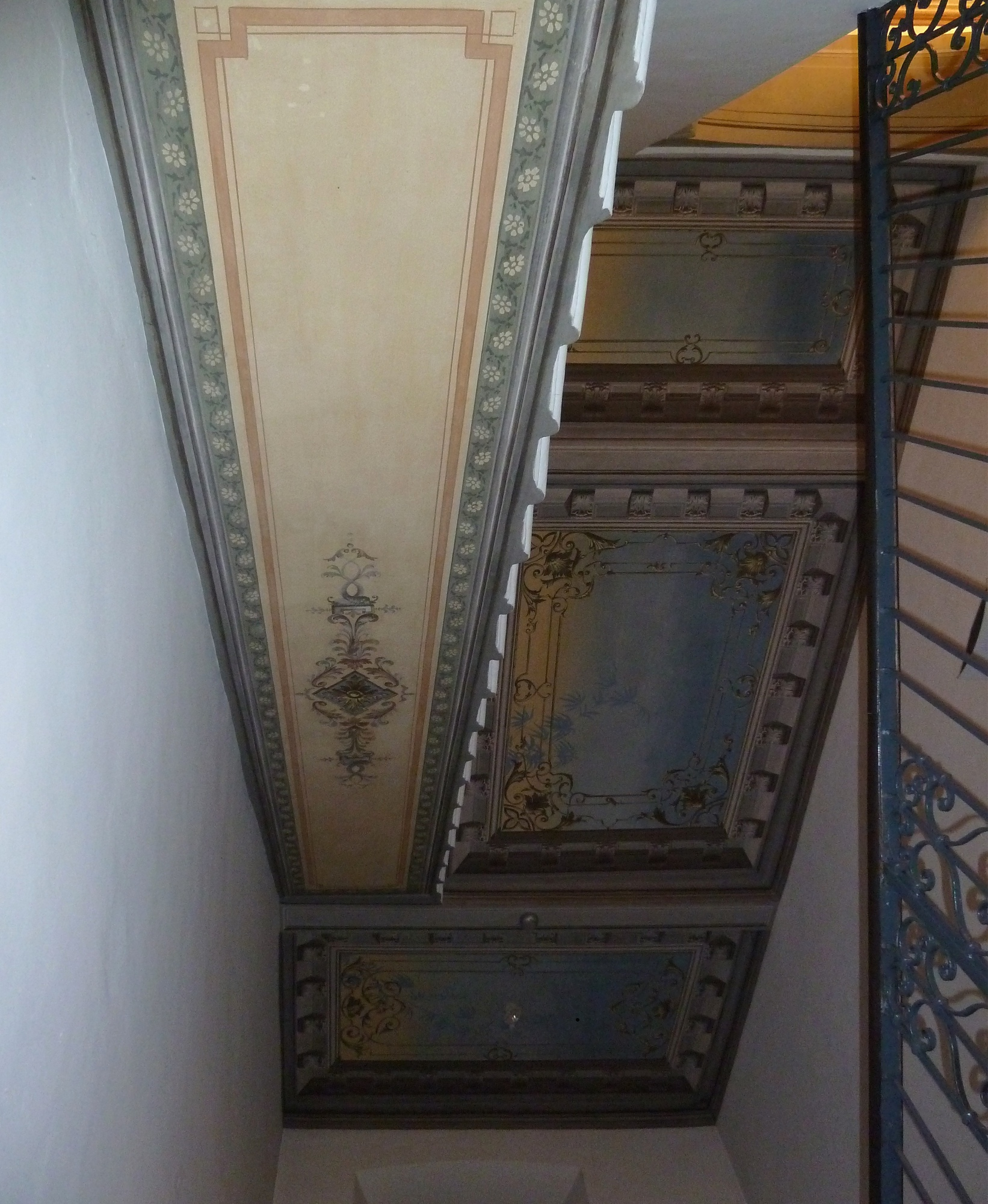
Soffitto della scala principale
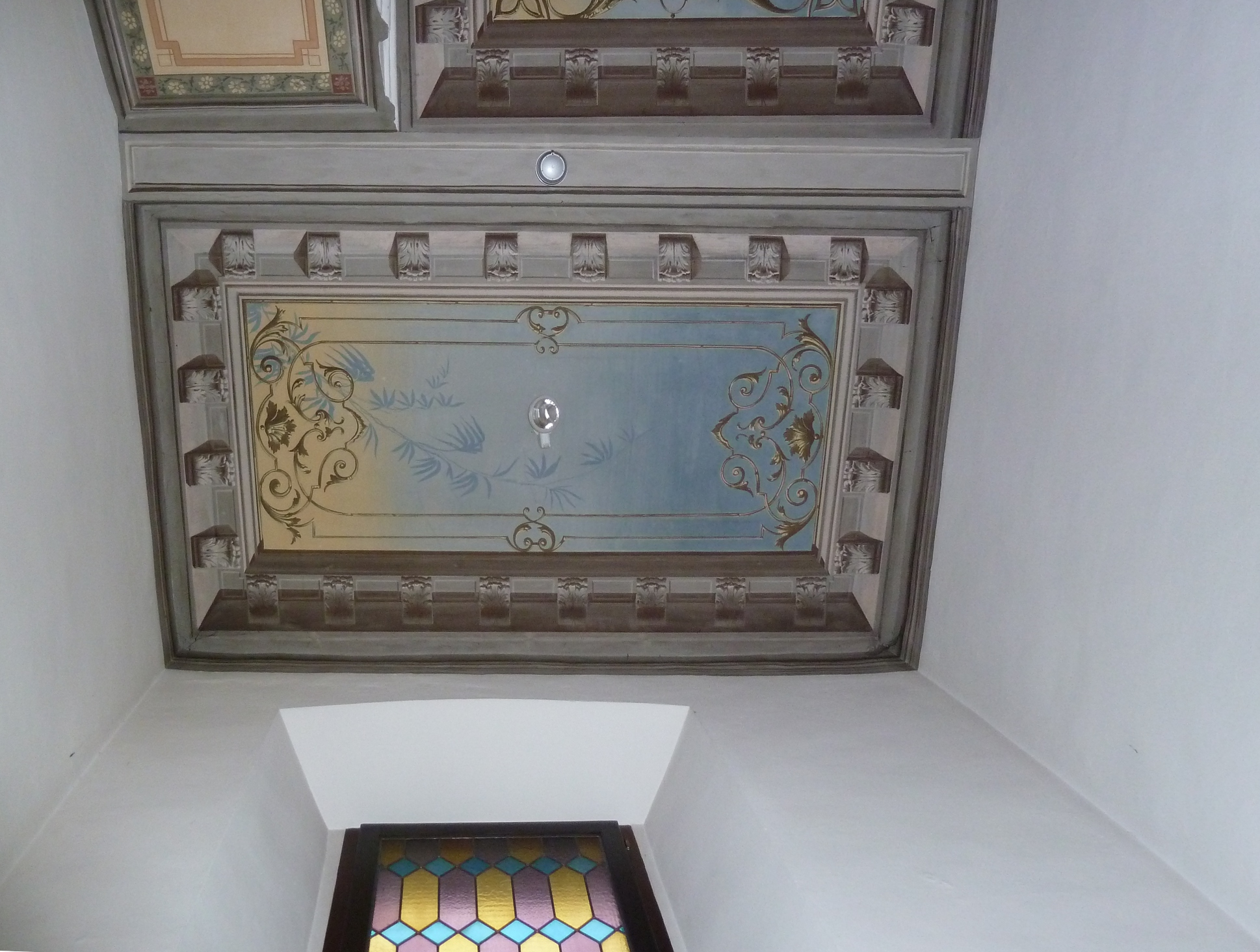
Soffitto della scala principale
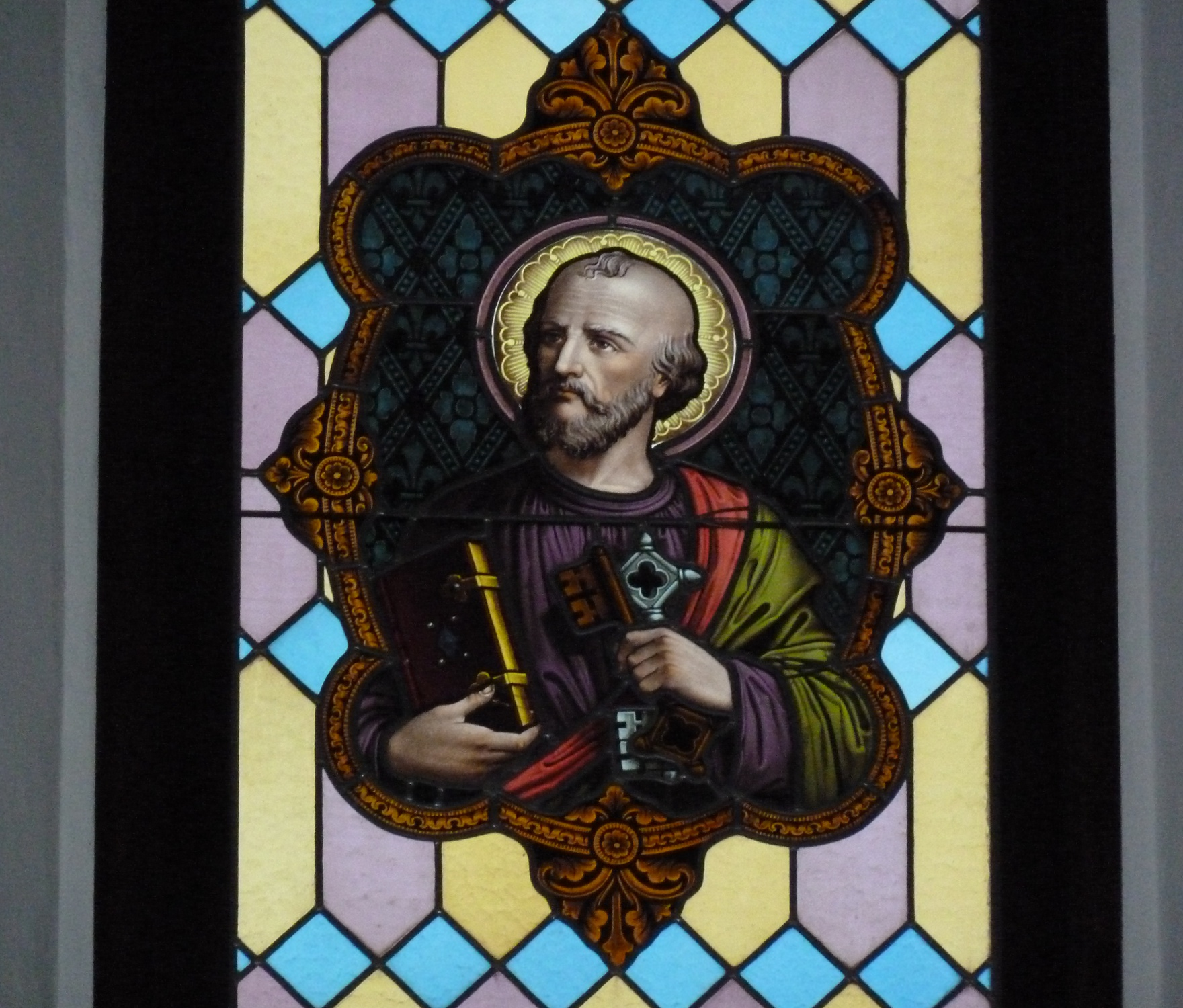
Finestra decorata con San Pietro, precedentemente posta nella Chiesa di San Maurizio di Bioggio
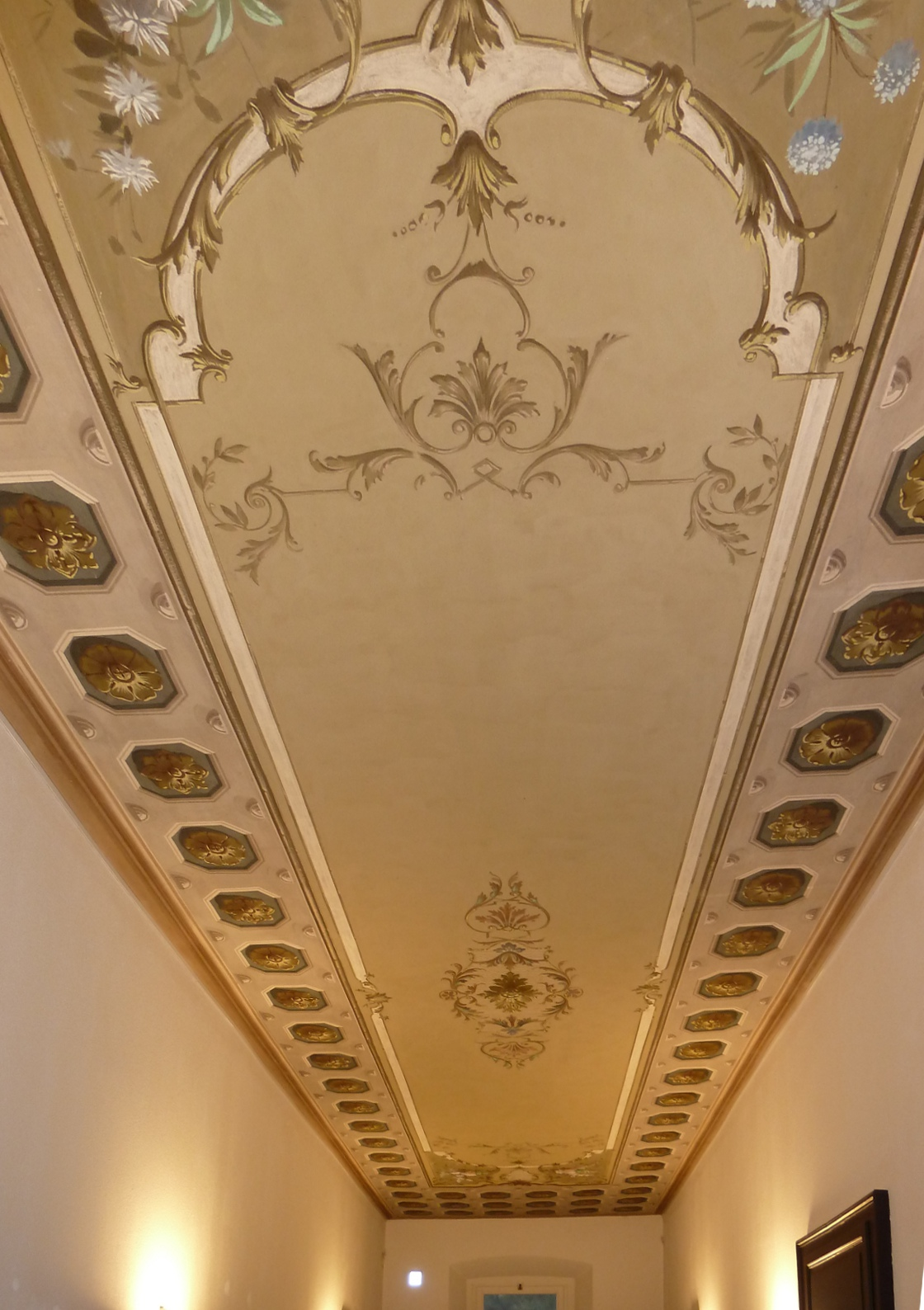
Soffitto del piano nobile
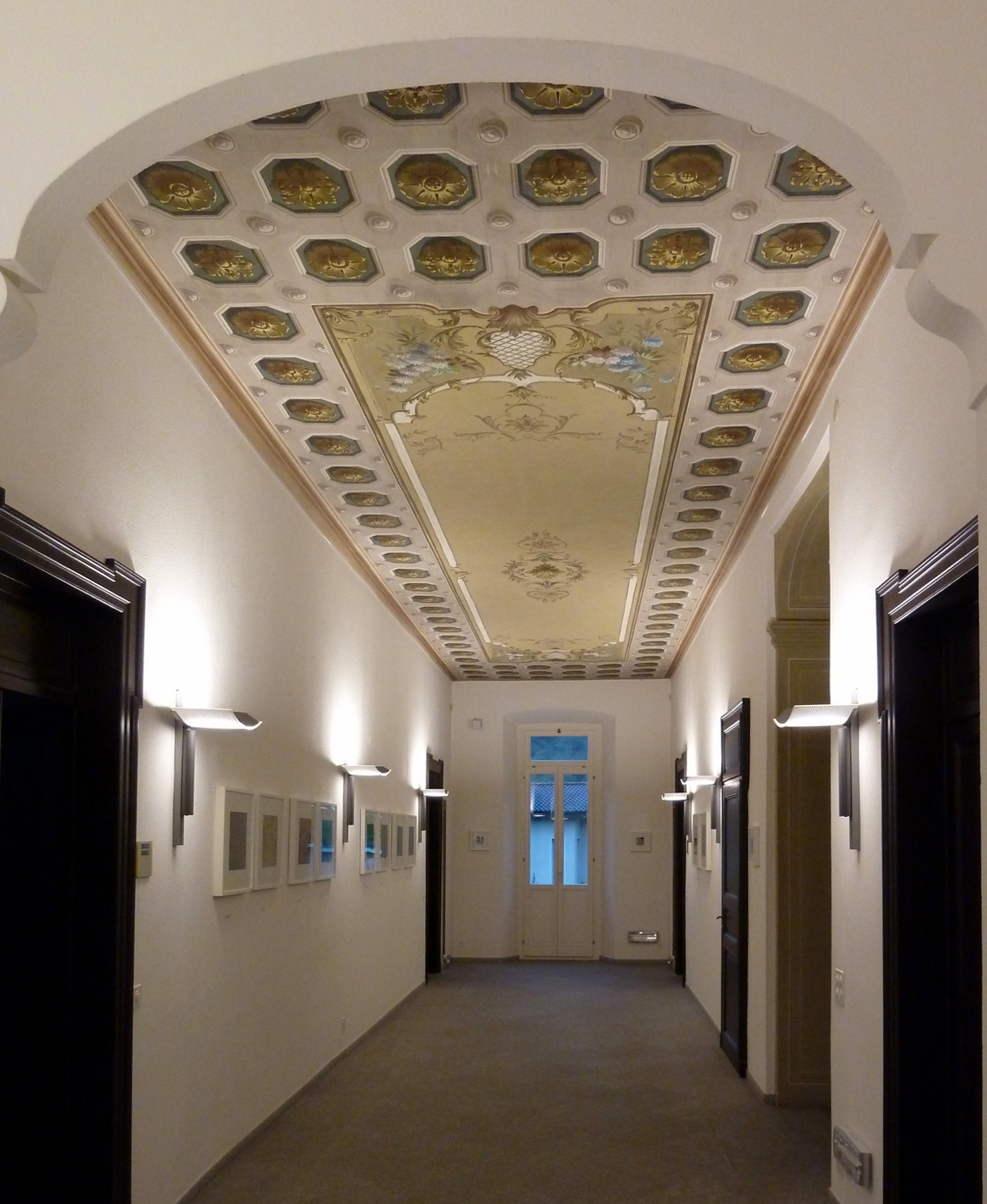
Soffitto del piano nobile